# Географічний центр Європи
- Суховоля, Сокульський повіт, Підляське воєводство, Польща
- Крагуле, округ Ж'яр-над-Гроном, Банськобистрицький край, Словаччина
- Південно-західний схил гори Дилень[cs] на німецько-чеському кордоні
- Круглий, Рахівський район, Закарпатська область, Україна
- Пурнушкес, Вільнюський район, Вільнюський повіт, Литва
- Полоцьк, Вітебська область, Білорусь

- Крайня північна точка — Мис Кінароден, півострів Нордкін[nn], Норвегія
- Крайня південна точка — Мис Мароккі, колишній острів Тарифа або Паломас[es], Королівство Іспанія
- Крайня західна точка — Мис Рока, Португалія
- Крайня східна точка — найбільш поширене визначення — безіменна 545-метрова вершина, що за 17 км на північний схід від гори Анорага, Уральські гори, Російська Федерація

- Крайня північна точка — Острів Рудольфа, архіпелаг Земля Франца-Йосифа, Російська Федерація
- Крайня південна точка — Мис Трипіті[de], острів Гавдос, Греція
- Крайня західна точка — Острів Моншіке[pt], архіпелаг Азорські острови, Португалія
- Крайня східна точка — Мис Вліссінгенський або Фліссінгський[en], острів Північний, архіпелаг Нова Земля, Російська Федерація

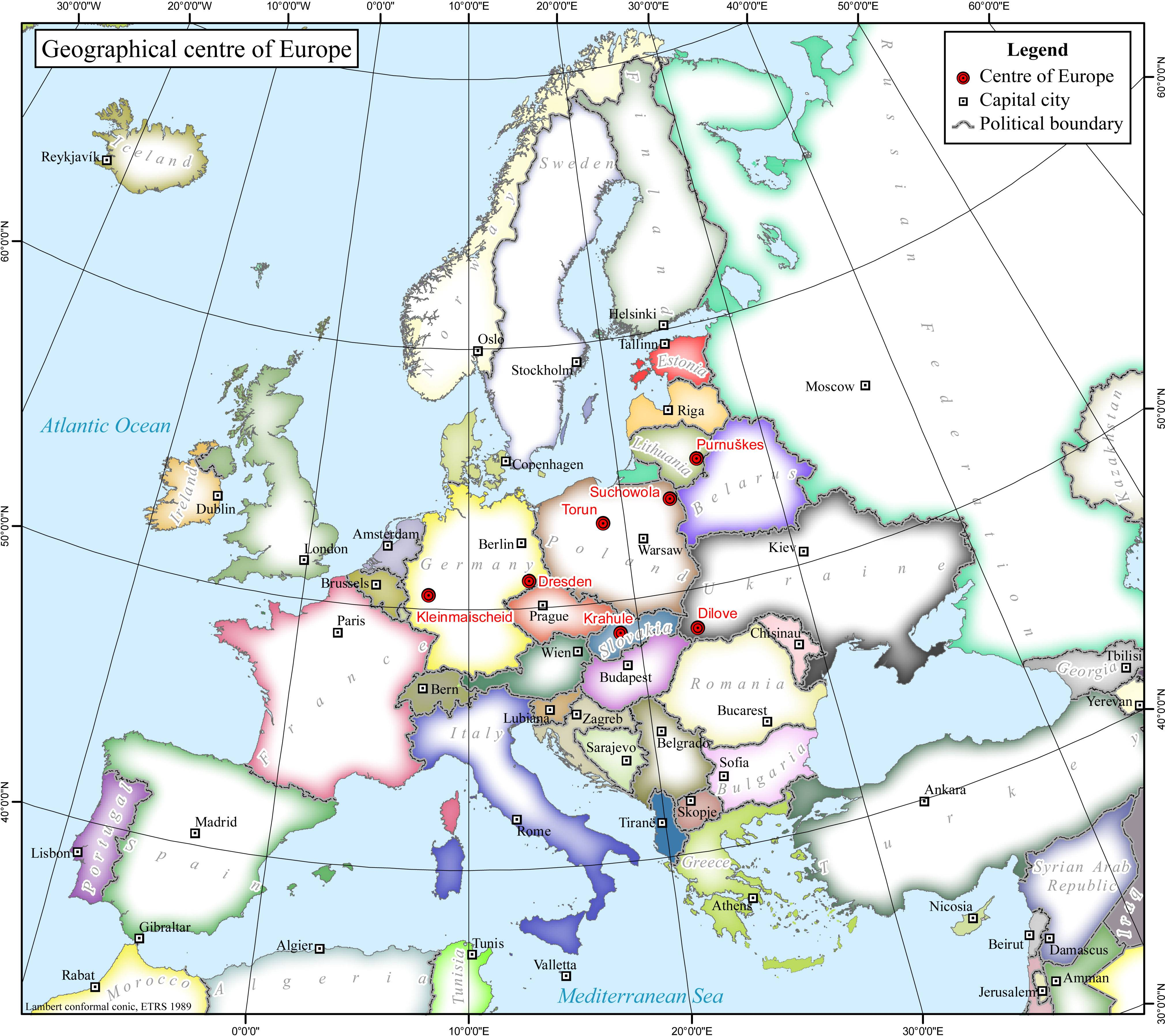
Різні географічні центри Європи (позначені червоними пунсонами)

Географічний центр Європи — гіпотетична точка на земній поверхні, що визначає географічний центр Європи. Розміщення центру головним чином залежить від обраної методики обчислень, від способу визначення кордонів Європи та також від того, чи належать віддалені острови до переліку крайніх територій Європи, чи ні. Тому на назву географічного центру Європи претендують кілька місць:
- 54°43′ пн. ш. 26°09′ сх. д. / 54.717° пн. ш. 26.150° сх. д. Село Ворняни на північному заході Білорусі, поблизу кордону з Литвою. — Географічний центр материкової частини. За кордони прийнято берегову лінію, Уральські гори та Кумо-Маницьку западину[1].
- 54°36′ пн. ш. 24°04′ сх. д. / 54.600° пн. ш. 24.067° сх. д. Село Бірштонас у самому центрі Литви, на південь від Каунаса. — Географічний центр континенту з урахуванням прилеглих островів (Британські) та внутрішніх морів і озер[1].
- 59°09′ пн. ш. 21°23′ сх. д. / 59.150° пн. ш. 21.383° сх. д. У Балтійському морі на північний захід від естонського острова Хіюмаа. — Географічний центр Європи з урахуванням віддалених островів і архіпелагів (Ісландія, Шпіцберген, Нова Земля)[1].

## Пам'ятні знаки географічному центру Європи

### Білорусь

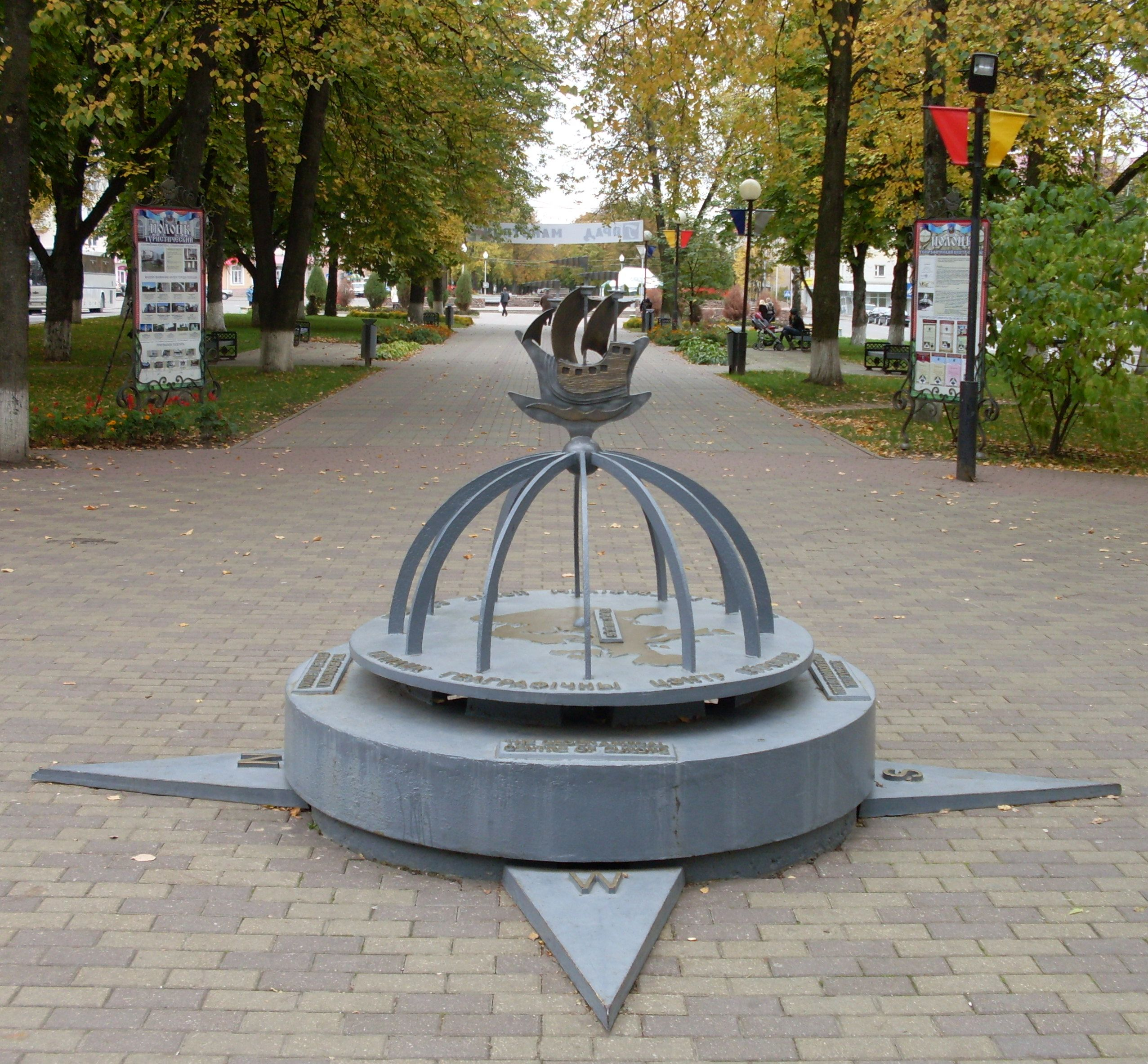
Монумент географічному центру Європи у Полоцьку

Відмітка за 50 км на північний захід від Полоцька (Білорусь).

### Естонія
Якщо брати до уваги усі острови континенту (включно з Ісландією), то центр знаходиться на острові Сааремаа 58°18′14″ пн. ш. 22°16′44″ сх. д. / 58.30389° пн. ш. 22.27889° сх. д..

### Литва

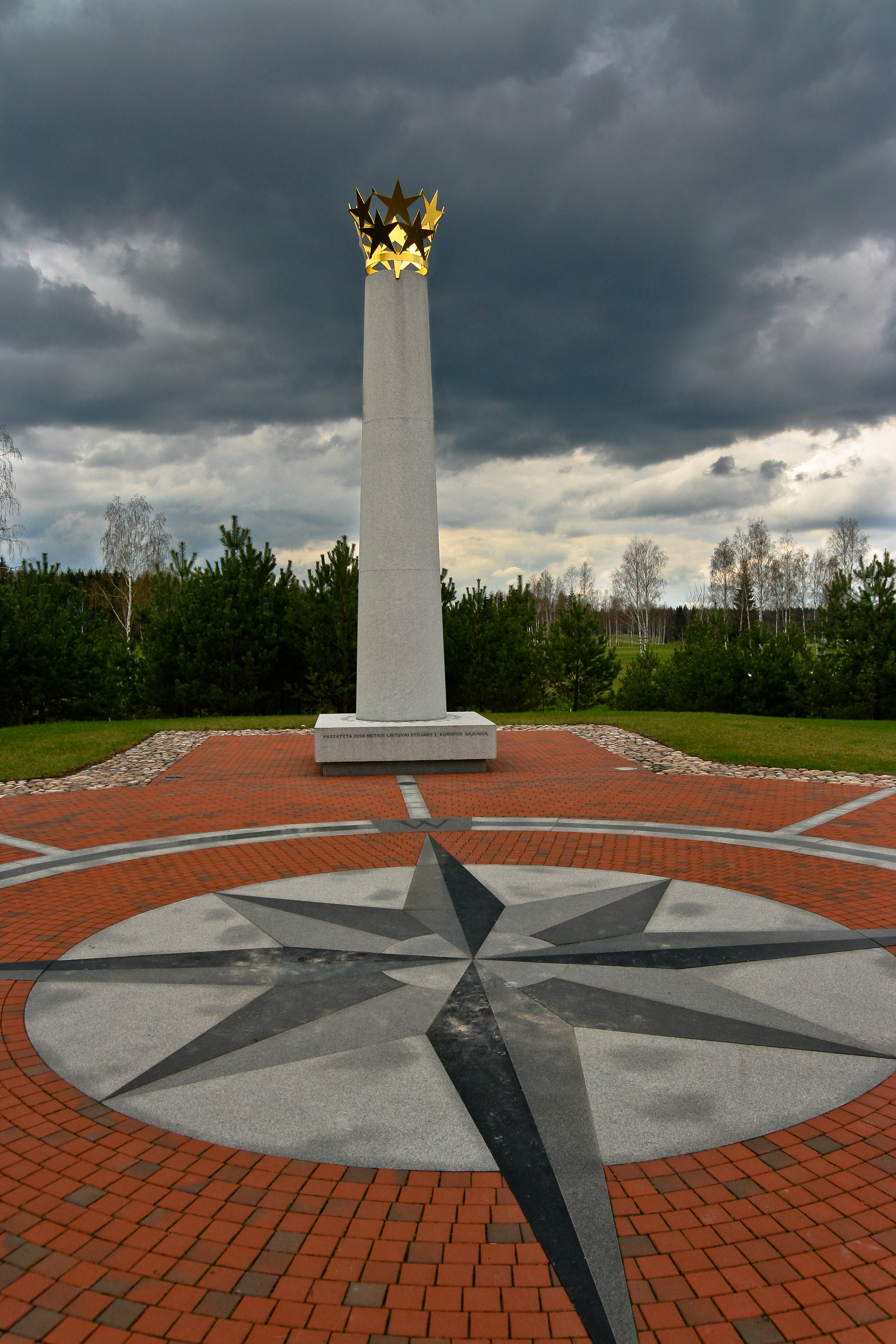
Пурнушкес за 25 км на північ від Вільнюса

У 1989 році обчислення місцеположення центру мас геометричної фігури Європи здійснені французьким Національним інститутом географії визначили такі його координати — 54°54′ пн. ш. 25°19′ сх. д. / 54.900° пн. ш. 25.317° сх. д.. Це місце розміщене у селі Пурнушкес за 25 км на північ від Вільнюса, Литва.
Книга рекордів Гіннеса визнає Bernotai (26 км на північ від Вільнюса) як «офіційний» географічний центр Європи, про що уряд Литви має сертифікат Французької академії наук (1989). Але це не заперечує інших обчислень, залежно від методології, використаної при прийнятті рішення.

### Польща

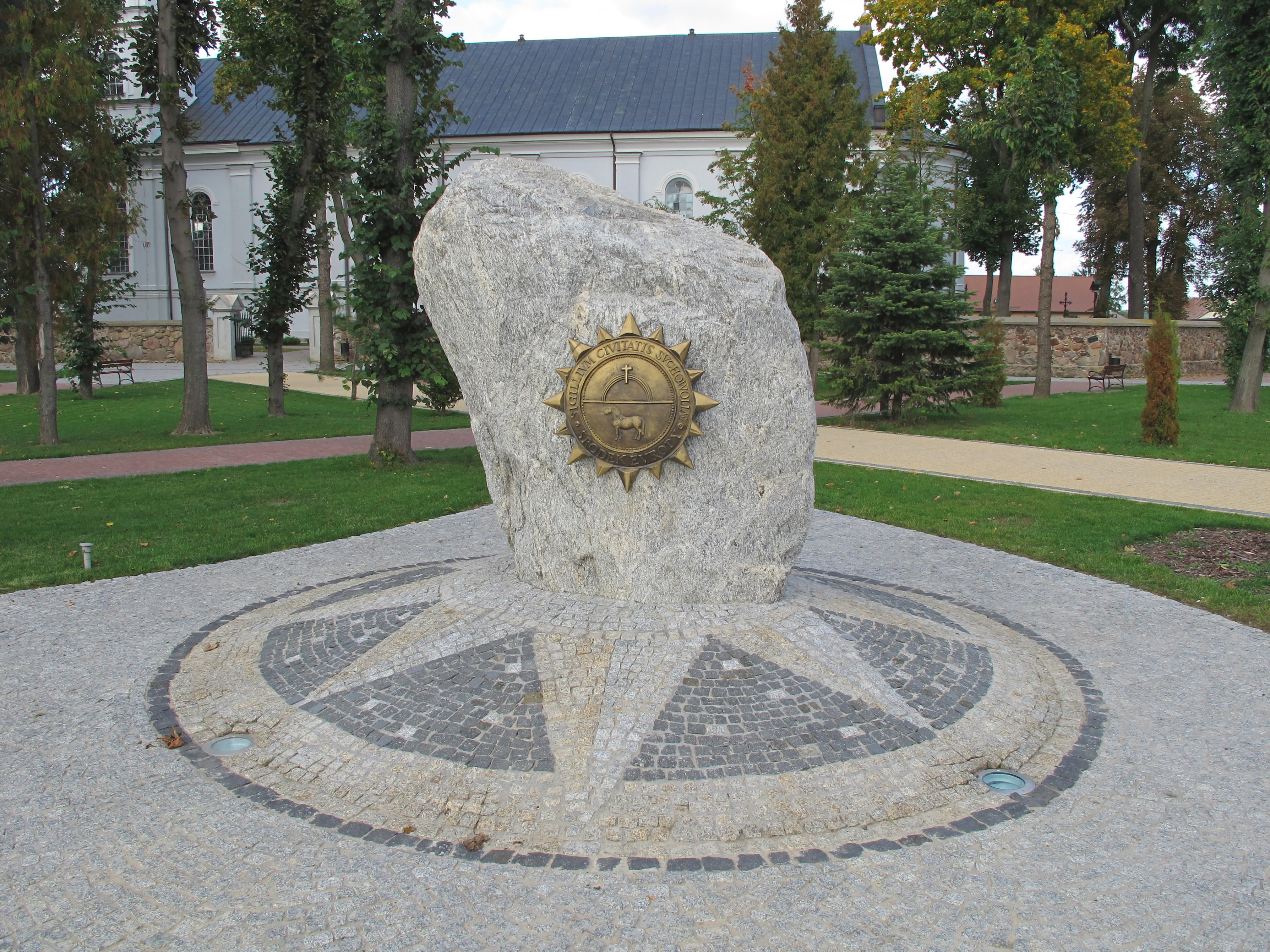
Центру Європи у Суховолі, Польща

У 1775 році Шимон Антоній Собекрайський, астролог і картограф короля Речі Посполитої Станіслава Августа Понятовського, спробував обчислити географічний центр Європи і стверджував, що він міститься на ринковій площі містечка Суховоля за 52 км від Білостоку.

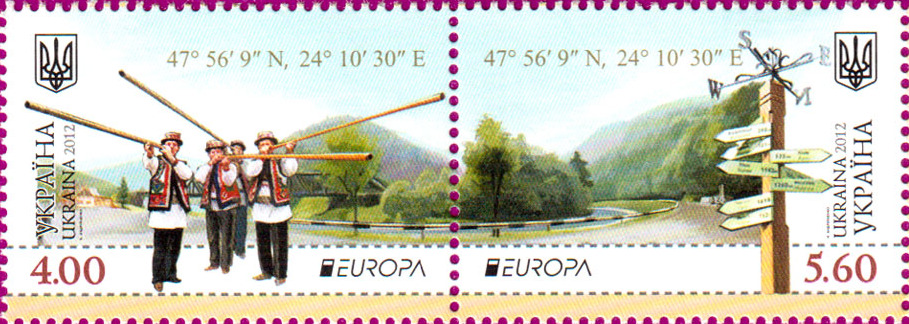
Зчіпка з 2 марок «125 років від часу встановлення геодезичного знаку "Центр Європи"». 2012 р.

### Словаччина
Село Крагуле біля Кремніці (Центральна Словаччина).

### Угорщина
Дослідження 1992 року показало, що географічний центр Європи знаходиться в селі Tállya, Угорщина 48°14′10″ пн. ш. 21°13′33″ сх. д. / 48.23610° пн. ш. 21.22574° сх. д..

### Україна
У 1885–1887 роках географи з Імператорсько-Королівського військово-географічного інституту у Відні (Австро-Угорщина) виконували геодезичні дослідження на території сучасної Закарпатської області (Україна) для запланованого будівництва залізниці між Раховом і Сиготом. Після ретельного вивчення місцевості вони встановили біля села Ділове двометровий кам'яний знак з координатами 47°57′ пн. ш. 24°11′ сх. д. / 47.950° пн. ш. 24.183° сх. д. і таким написом:
Locus Perennis

Delicentissime cum libella librationes quae est in Austria et Hungaria confectacum mensura gradum meridionalum et paralleloumierum Europeum.

MD CCC LXXXVII
Переклад з латини: «Це постійне, точне вічне місце, визначене спеціальним апаратом, виготовленим в Австро-Угорщині, в Європейській системі широт і довгот у 1887 році.»

Геодезичний знак буцімто географічного центру континентальної Європи у селі Ділове, Закарпатської області України
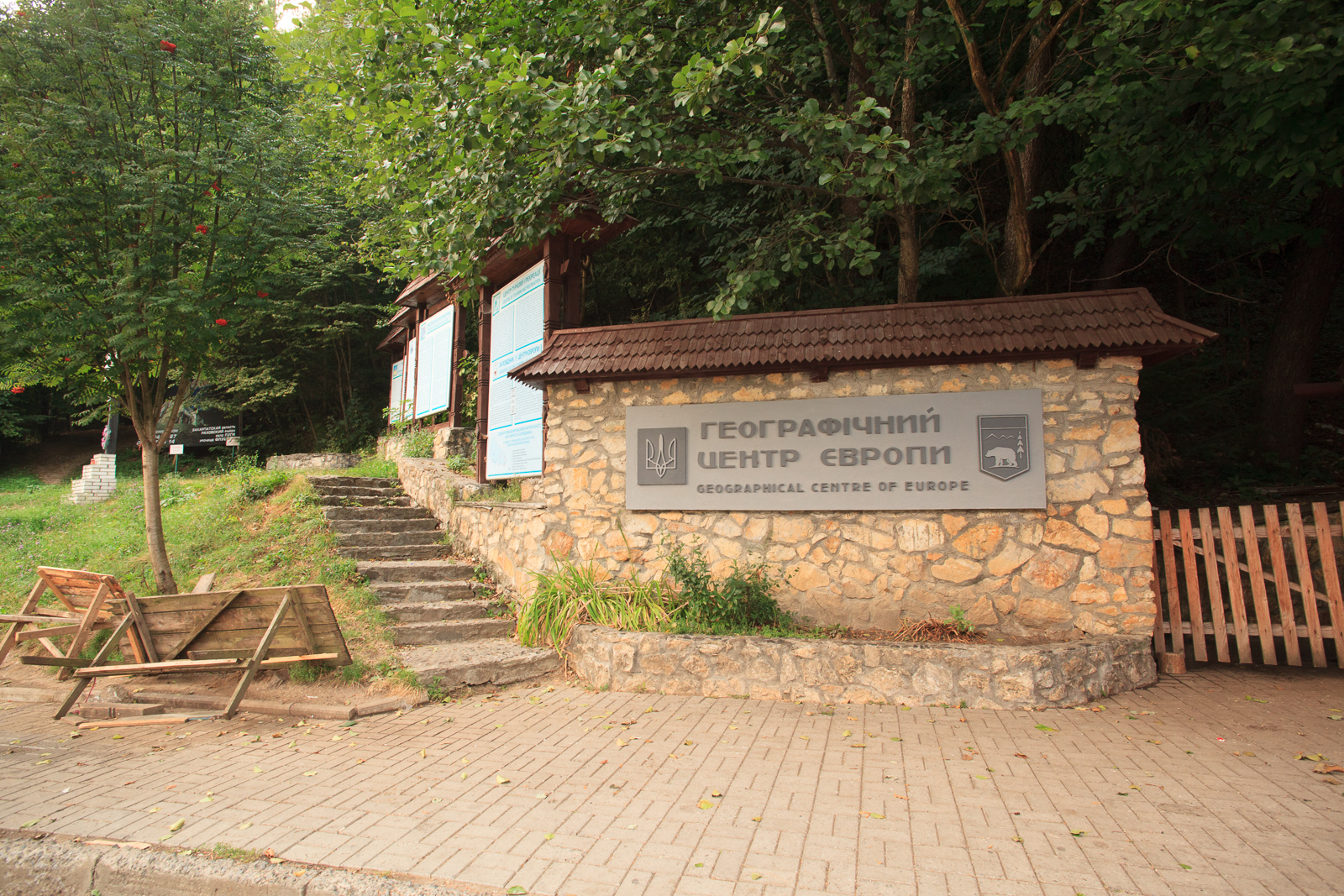
border
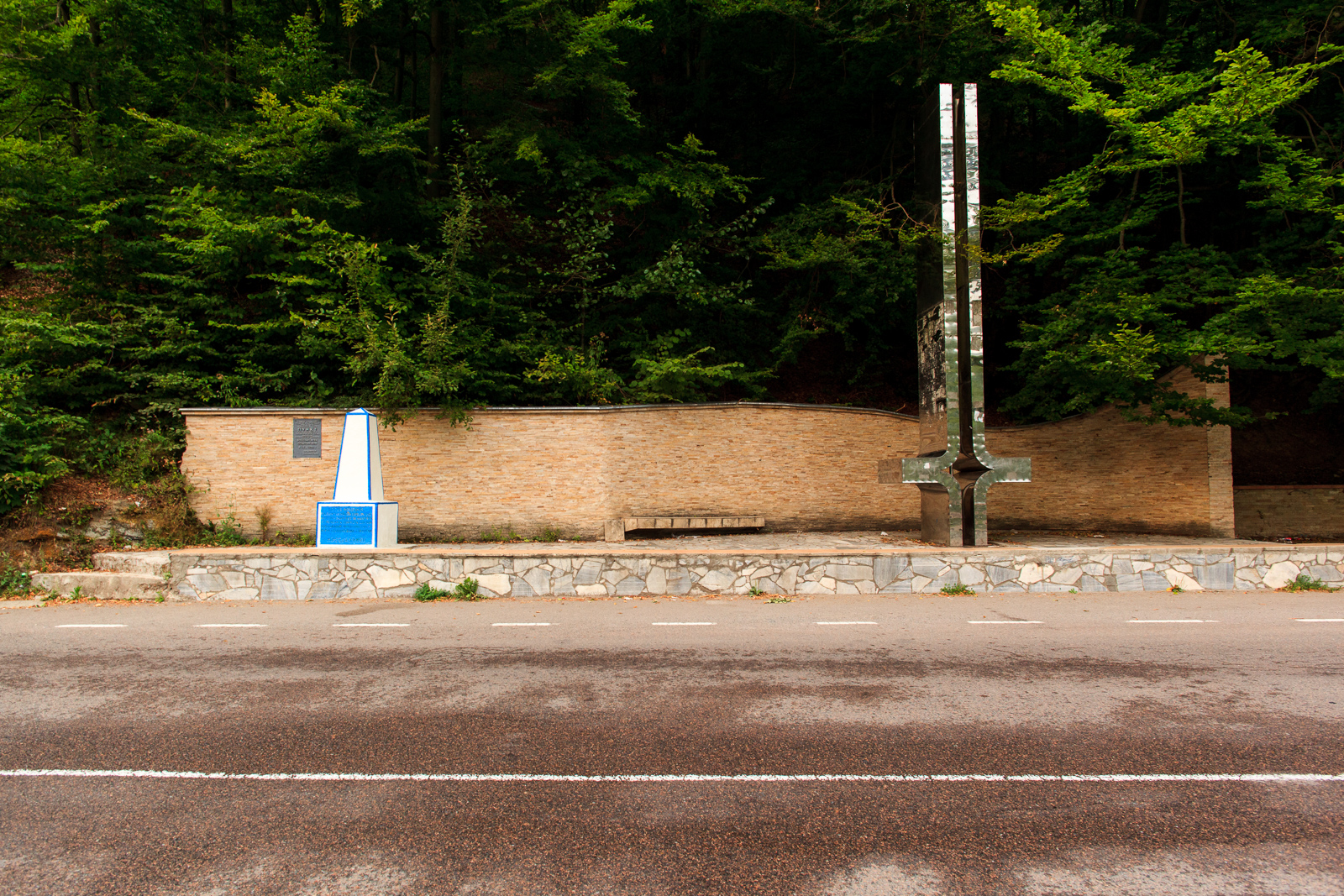
border
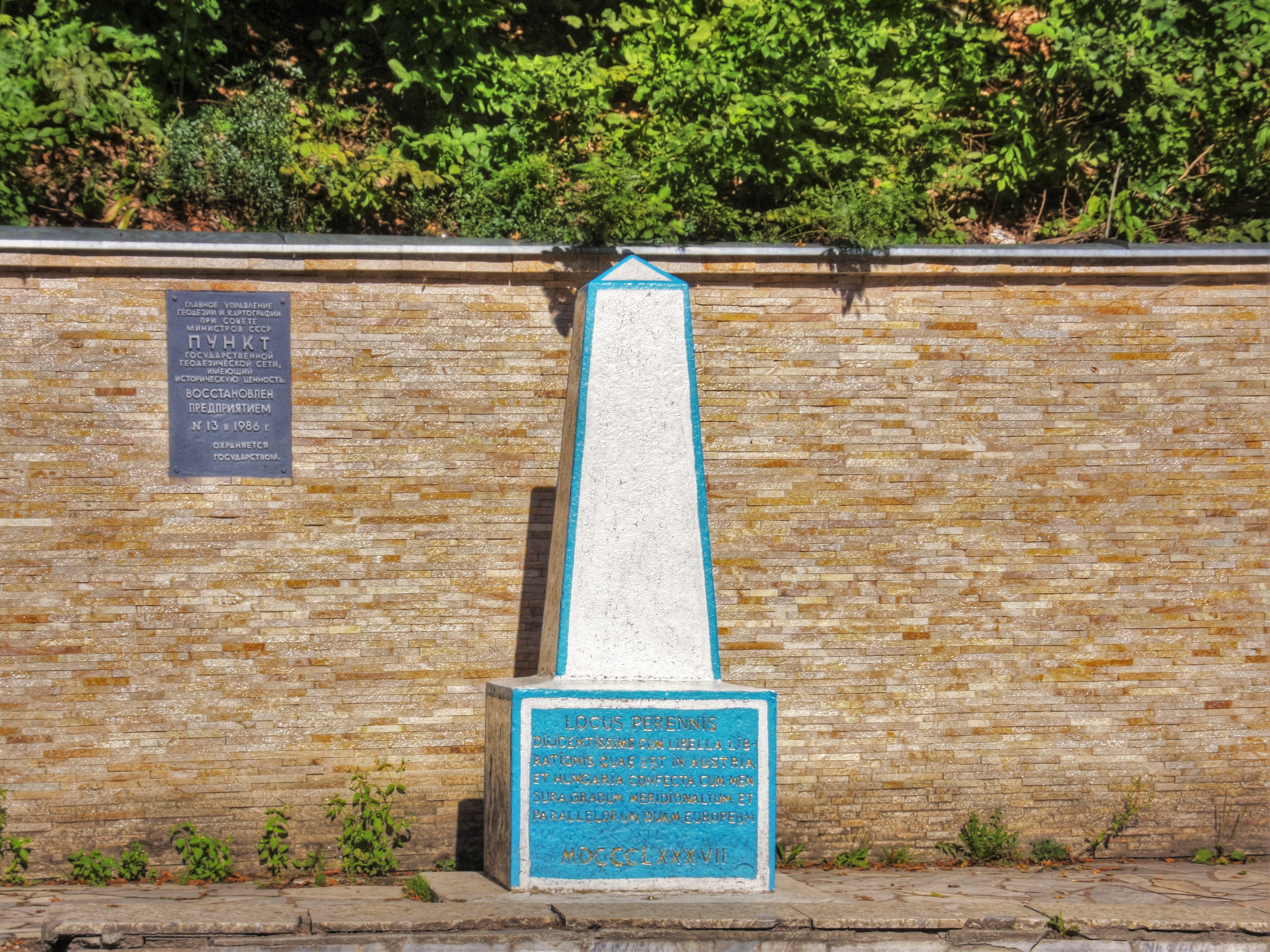
border

У 1979 поруч із цим знаком встановили стелу з написом, який твердить, що саме тут лежить географічний центр Європи (хоч про це у латинському написі 1887 року не йшлося). Тепер це твердження широко тиражується у ЗМІ.